# Thomas Byberg
Thomas Byberg   (Hommelvik, 18 de setembre de 1916 - Trondheim i Hommelvik, 13 d'octubre de 1998) va ser un patinador de velocitat noruec guanyador d'una medalla olímpica.
El 1948 va prendre part en els Jocs Olímpics d'Hivern de St. Moritz, on guanyà la medalla de plata en la prova dels 500 metres del programa de patinatge de velocitat. Aquesta medalla la compartí amb Ken Bartholomew i Bob Fitzgerald.